# True Beauty
True Beauty (hangul: 여신강림; rr: Yeosinganglim) é uma série de televisão sul-coreana de comédia romântica estrelada por Moon Ga-young, Cha Eun-woo, Hwang In-yeop, e Park Yoo-na. Baseado em um webtoon de mesmo nome, a telenovela conta como uma garota do ensino médio com aparência complexa e um garoto com um passado sombrio crescem quando se encontram. Estreou na tvN em 9 de dezembro de 2020 e está disponível para streaming pelo sistema de streaming Viu no Sudeste da Ásia e em todo o mundo através do Rakuten Viki.

## Sinopse
Lim Ju-kyung (Mun Ka-young) é uma estudante do ensino médio que sempre foi oprimida por sua aparência. Ao ter a oportunidade de mudar de escola, ela assiste tutorias de maquiagem na internet e aprende a transformar seu visual, tornando-se a garota mais popular, contudo vive assombrada pelo medo de a verem sem maquiagem.
Sua nova vida fica prestes a desmoronar quando Lee Su-ho (Cha Eun-woo), acaba vendo seu rosto sem maquiagem. Ele é um dos estudantes mais atraentes e cobiçados, mas prefere não ser o centro das atenções, e por isso se mantém frio e distante dos outros. Contudo, assim como Ju-kyung, Su-ho também possui seus segredos e este fato em comum faz os dois se aproximarem aos poucos.
O caminho dos dois é atravessado por Han Seo-jun (Hwang In-yeop), outro estudante atraente e popular, que faz a linha bad boy mas demonstra ter bom coração. Ele se tornou o grande inimigo de Su-ho devido a um incidente que abalou a amizade dos dois no passado.
A comédia romântica se desenrola envolvendo temas sensíveis como amizade, primeiro amor, bullying, saúde mental, autoestima, superação, além de levantar o questionamento sobre a verdadeira beleza.

## Elenco

### Principais
- Moon Ga-young[3] como Im Ju-gyeong

Ela é uma estudante brilhante e otimista que não quer que as pessoas a vejam sem maquiagem, então, depois de dominar suas habilidades, ela se torna uma "deusa" popular em sua escola.
- Cha Eun-woo[4] como Lee Su-ho

Ele é um estudante atraente que parece ter de tudo: aparência, boas notas, dinheiro e excelentes habilidades no basquete, além de todas as jovens estarem morrendo por ele, mas o que ele quer é que as pessoas realmente gostem dele e não de sua aparência e dinheiro.
- Hwang In-yeop[5] como Han Seo-jun

Ele é um estudante atraente, que apesar de ser um cara durão, ele é na verdade uma pessoa legal.
- Park Yoo-na[6] como Kang Su-jin

Ela tem uma beleza natural e vem de uma família rica. Também tem um sentimento não correspondido por Su-ho.

### Recorrentes

#### Família de Ju-gyeong
- Im Se-mi[7] como Im Hee-gyeong, a irmã mais velha de Ju-gyeong, bem como a filha favorita de sua mãe.

Irmã mais velha deJu-gyeong e Ju-young's older
- Park Ho-san[8] como Im Dae-soo, o pai de Ju-gyeong e Hee-gyeong

Pai de Hee-gyeong, Ju-gyeong e Ju-young
- Jang Hye-jin as Hong Hyun-suk

Mãe de Hee-gyeong, Ju-gyeong e Ju-young
- Im Se-mi como Lim Hee-gyeong[9]

Irmã mais velha de Ju-gyeong e Ju-young
- Kim Min-gi como Lim Ju-young

Irmão mais novo de Hee-gyeong e Ju-gyeong

#### Família de Seo-jun
- Park Hyun-jung como Lee Mi-hyang

Mãe de Seo-jun
- Yeo Ju-ha como Han Go-woon

Irmã mais nova de Seo-jun

#### Saebom High School
- Kang Min-ah como Choi Soo-ah,[10] amigo de Ju-gyeong na Saebom High School
- Lee Il-jun como Yoo Tae-hoon, namorado de Soo-ah
- Lee Sang-jin como Ahn Hyun-gyu,[11] colega de classe de Ju-gyeong e Su-ho
- Lee Woo-je como Kim Cho-rong, amigo de Seo-jun
- Kim Hyun-ji como Kim Si-hyun, estudante da Saebom High School
- Han Yi-young como colega de classe de Ju-gyeong e Su-ho
- Oh Eui-sik como Han Joon-woo, professor de literatura na Saebom High School
- Kim Byung-chun como the vice-diretor da Saebom High School
- Han Yi-young como colega de classe de Ju-gyeong e Su-ho

#### Yongpa High School
- Shin Jae-hwi como Lee Sung-yong,[12] um valentão in Yongpa High School
- Jeon Hye-won como Park Sae-mi,[13] um Deus na Yongpa High School

#### Família de Su-ho
- Jung Joon-ho[14] como Lee Joo-heon, o pai de Su-ho, o CEO de uma empresa de entretenimento.

#### Outros
- Im Hyun-sung como dono da Prince, uma loja de história em quadrinhos
- Oh Yoo-jin como Joo Hye-min

#### Cameo
- Jung Joon-ho as Lee Joo-heon,[15] pai de Su-ho
- Kang Chan-hee como Yoon Se-yeon,[16] amigo de Su-ho e Seo-jun
- Lee Jae-wook[17]
- Kim Hye-yoon[17]
- Lee Tae-ri[17]

## Produção
Em julho de 2019, foi anunciado que o webtoon "True Beauty" seria adaptado para um drama. Em agosto de 2020, a produção dramática confirmou a escalação de Moon Ga-young, Cha Eun-woo e Hwang In-yeop para os papéis principais. A primeira sessão de leitura do roteiro foi realizada em outubro de 2020. As gravações do drama foram adiadas após Kim Byung-chun ter testado positivo para a COVID-19.

## Trilha sonora

### Parte 1
| Lançado em 10 de dezembro de 2020 |                         |                |         |  |
| N.º                               | Título                  | Artista        | Duração |  |
| 1.                                | "Call Me Maybe"         | SAya           | 3:23    |  |
| 2.                                | "Call Me Maybe" (Inst.) |                | 3:23    |  |
| Duração total:                    | Duração total:          | Duração total: | 6:46    |  |

### Parte 2
| Lançado em 17 de dezembro de 2020 |                                       |                |         |  |
| N.º                               | Título                                | Artista        | Duração |  |
| 1.                                | "I'm In the Mood for Dancing"         | Yuju (GFriend) | 3:30    |  |
| 2.                                | "I'm In the Mood for Dancing" (Inst.) |                | 3:30    |  |
| Duração total:                    | Duração total:                        | Duração total: | 7:00    |  |

### Parte 3
| Lançado em 7 de janeiro de 2021 |                        |                 |         |  |
| N.º                             | Título                 | Artista         | Duração |  |
| 1.                              | "Happy Ending"         | Car, the Garden | 3:03    |  |
| 2.                              | "Happy Ending" (Inst.) |                 | 3:03    |  |
| Duração total:                  | Duração total:         | Duração total:  | 6:06    |  |

### Parte 4
| Lançado em 13 de janeiro de 2021 |                           |                |         |  |
| N.º                              | Título                    | Artista        | Duração |  |
| 1.                               | "I'm Missing You"         | Sunjae         | 3:03    |  |
| 2.                               | "I'm Missing You" (Inst.) |                | 3:03    |  |
| Duração total:                   | Duração total:            | Duração total: | 6:06    |  |

### Parte 5
| Lançado em 14 de janeiro de 2021 |                      |                |         |  |
| N.º                              | Título               | Artista        | Duração |  |
| 1.                               | "Starlight" (그리움) | Chani (SF9)    | 4:24    |  |
| 2.                               | "Starlight" (Inst.)  |                | 4:24    |  |
| Duração total:                   | Duração total:       | Duração total: | 8:48    |  |

### Parte 6
| Lançado em 21 de janeiro de 2021 |                       |                        |         |  |
| N.º                              | Título                | Artista                | Duração |  |
| 1.                               | "Fall in You"         | Ha Sung-woon (Hotshot) | 3:49    |  |
| 2.                               | "Fall in You" (Inst.) |                        | 3:49    |  |
| Duração total:                   | Duração total:        | Duração total:         | 7:38    |  |

### Parte 7
| Lançado em 28 de janeiro de 2021 |                                             |                |         |  |
| N.º                              | Título                                      | Artista        | Duração |  |
| 1.                               | "Before Today Is Over" (오늘이 지나기 전에) | Hyojin (ONF)   | 2:36    |  |
| 2.                               | "Before Today Is Over" (Inst.)              |                | 2:36    |  |
| Duração total:                   | Duração total:                              | Duração total: | 5:12    |  |

### Parte 8
| Lançado em 3 de fevereiro de 2021 |                        |                     |         |  |
| N.º                               | Título                 | Artista             | Duração |  |
| 1.                                | "Love So Fine"         | Cha Eun-woo (Astro) | 3:11    |  |
| 2.                                | "Love So Fine" (Inst.) |                     | 3:11    |  |
| Duração total:                    | Duração total:         | Duração total:      | 6:22    |  |

## Recepção

### Audiência (em milhões)
| Temporada | Temporada | Número do episódio | Número do episódio | Número do episódio | Número do episódio | Número do episódio | Número do episódio | Número do episódio | Número do episódio | Número do episódio | Número do episódio | Número do episódio | Número do episódio | Número do episódio | Número do episódio | Número do episódio | Número do episódio | Média |
| Temporada | Temporada | 1                  | 2                  | 3                  | 4                  | 5                  | 6                  | 7                  | 8                  | 9                  | 10                 | 11                 | 12                 | 13                 | 14                 | 15                 | 16                 | Média |
| --------- | --------- | ------------------ | ------------------ | ------------------ | ------------------ | ------------------ | ------------------ | ------------------ | ------------------ | ------------------ | ------------------ | ------------------ | ------------------ | ------------------ | ------------------ | ------------------ | ------------------ | ----- |
|           | 1         | 1.083              | 1.000              | 1.162              | 1.178              | 1.095              | 1.086              | 1.154              | 0.973              | 1.361              | 1.120              | 1.216              | 1.107              | 1.215              | 1.143              | 1.353              | 1.270              | 1.157 |

| Ep. | Transmissão Original   | Média de audiência (AGB Nielsen) | Média de audiência (AGB Nielsen) |
| Ep. | Transmissão Original   | Nacionalmente                    | Seul                             |
| --- | ---------------------- | -------------------------------- | -------------------------------- |
| 1 | 9 de dezembro de 2020  | 3.573%                           | 4.056%                           |
| 2 | 10 de dezembro de 2020 | 3.626%                           | 3.963%                           |
| 3 | 16 de dezembro de 2020 | 3.813%                           | 4.711%                           |
| 4 | 17 de dezembro de 2020 | 3.586%                           | 3.824%                           |
| 5 | 23 de dezembro de 2020 | 3.859%                           | 4.293%                           |
| 6 | 24 de dezembro de 2020 | 3.333%                           | 3.724%                           |
| 7 | 6 de janeiro de 2021   | 3.892%                           | 4.198%                           |
| 8 | 7 de janeiro de 2021   | 2.909%                           | 3.003%                           |
| 9 | 13 de janeiro de 2021  | 4.265%                           | 4.938%                           |
| 10 | 14 de janeiro de 2021  | 3.411%                           | 3.870%                           |
| 11 | 20 de janeiro de 2021  | 3.850%                           | 4.303%                           |
| 12 | 21 de janeiro de 2021  | 3.418%                           | 4.069%                           |
| 13 | 27 de janeiro de 2021  | 4.000%                           | 4.547%                           |
| 14 | 28 de janeiro de 2021  | 4.125%                           | 4.802%                           |
| 15 | 3 de fevereiro de 2021 | 4.579%                           | 5.371%                           |
| 16 | 4 de fevereiro de 2021 | 4.458%                           | 5.087%                           |
| Média | Média                  | 3.794%                           | 4.297%                           |
| - Os números azuis representam as médias mais baixas, enquanto os números vermelhos representam as mais altas - Este drama é transmitido por um canal de televisão por assinatura, que normalmente tem um público relativamente menor em comparação com as emissoras de televisão abertas (KBS, SBS, MBC e EBS). - Nenhum episódio foi ao ar nos dias 30 e 31 de dezembro devido à programação de final de ano da emissora. . |                        |                                  |                                  |